# Женно
Же́нно (бел. Жэ́нна) — озеро в Ушачском районе Витебской области Белоруссии. Относится к бассейну реки Дива.

## Описание
Озеро Женно располагается в 28 км к востоку от городского посёлка Ушачи, южнее деревни Усая. Высота водного зеркала над уровнем моря составляет 132 м.
Площадь поверхности озера составляет 0,57 км², длина — 1,4 км, наибольшая ширина — 0,8 км. Длина береговой линии — 3,7 км. Наибольшая глубина — 25 м, средняя — 6,8 м. Объём воды в озере — 3,94 млн м³. Площадь водосбора — 10,9 км².
Котловина эворзионного типа, несколько вытянутая с севера на юг. Склоны котловины преимущественно высотой 15—25 м, крутые, суглинистые, покрытые лесом и кустарником. Южные склоны песчаные. Северные и восточные склоны пологие и в высоту составляют лишь 5—8 м. Береговая линия относительно ровная. Берега сливаются со склонами котловины. Северный и восточный берега обрывистые и в высоту достигают 0,5—0,8 м. С востока и северо-востока к озеру примыкает узкая заболоченная пойма.
Мелководье узкое. Глубины до 2 м занимают 7 % площади озера. Дно до глубины 6—8 м покрыто опесчаненными отложениями, глубже — глинистым илом.
Минерализация воды понижена и составляет 100 мг/л. Прозрачность — 3 м. Озеро считается мезотрофным с признаками олиготрофии. Проточность водоёма невысока. На юго-востоке к озеру приходит зарастающая протока из озера Лешно. На востоке впадают два ручья, на юго-западе вытекает ручей в озеро Кривое.
Озеро зарастает слабо. Вдоль берегов простирается полоса надводной растительности шириной до 20 м. В воде обитают лещ, щука, окунь, плотва, густера, язь, налим, линь и другие виды рыб.